# Else Ackermann
Else Ackermann (ur. 6 listopada 1933 w Berlinie, zm. 14 września 2019 w Neuenhagen bei Berlin) – niemiecka farmakolog, wykładowczyni uniwersytecka i polityk, deputowana do Izby Ludowej NRD (1990) oraz do Bundestagu z ramienia partii CDU (1990-1994).

## Życiorys
Studiowała medycynę na Uniwersytecie Humboldtów w Berlinie, którą ukończyła w 1957, rok później uzyskała tytuł doktora nauk medycznych. Po ukończeniu stażu  pracowała jako asystent naukowy w Instytucie Farmakologii i Toksykologii berlińskiej kliniki Charité, następnie jako starszy asystent naukowy została zatrudniona w Instytucie Farmakologii Klinicznej Akademii Medycznej w Dreźnie. Habilitowała się w 1969, a w 1971 przez pół roku prowadziła badania w Instytucie Karolinska Uniwersytetu Sztokholmskiego. Od 1975 do 1989 była starszym asystentem naukowym w Centralnym Instytucie Badań nad Rakiem w Berlinie-Buch. W 1991 roku powołana na stanowisko dyrektora Instytutu Farmakologii i Toksykologii berlińskiej kliniki Charité, funkcję tę pełniła do 1994. 
W 1985 roku wstąpiła do CDU-Ost. W latach 1989–1999 była przewodniczącą koła partii w Neuenhagen. W pierwszych demokratycznych wyborach do Izby Ludowej NRD w 1990 zdobyła mandat deputowanej. Od 1990 do 1994 roku była członkiem Bundestagu. Do 2008 roku zasiadała w radzie miejskiej Neuenhagen, gdzie stała na czele frakcji CDU.
Zmarła na chorobę nowotworową w wieku 85 lat. W 2022 roku została pośmiertnie uhonorowana tytułem Honorowego obywatela miasta Neuenhagen.